# Eosentomon sudeticum
Eosentomon sudeticum är en urinsektsart som beskrevs av Andrzej Szeptycki 1985. Eosentomon sudeticum ingår i släktet Eosentomon och familjen trakétrevfotingar. Inga underarter finns listade i Catalogue of Life.